# Крістіано Круз

Гумористичний малюнок, опублікований у «Сатири», 1 травня 1911 року

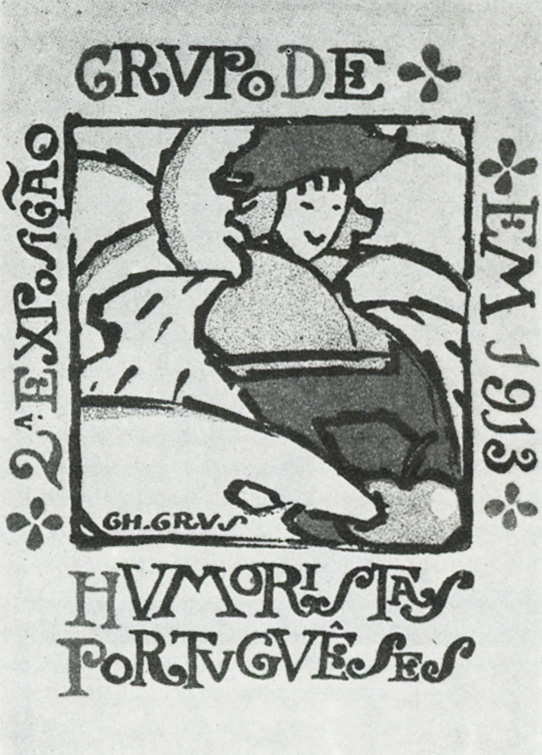
Обкладинка каталогу II Салону гумористів, 1913 рік

Без назви (Дами за столом), c. 1919 р., Масло на картоні, 28,5 х 26 см

Крістіано Альфредо Шепард Круз або Кріштіано Шеппард Крус або Кріштіано Крус або Крістіано Крус (6 травня 1892 р., Лейрія —  21 жовтня 1951 р., Сільва Порто) - ветеринар, живописець, дизайнер і карикатурист першого покоління португальського модернізму .

## Життєпис
Крістіано Шеппард Круз, син Альфредо Едуардо Круза та Берти Шеппард Круз, народився в парафії Носса Сенхора д'Ассумпчао в окрузі Лейрія . Хоча він дожив до 59 років, його мистецька кар'єра була короткою, починаючи приблизно з 1909 року і закінчуючи різко в 1919 році, коли він вирішив поїхати до Мозамбіку й відмовитися від мистецтва, щоб присвятити себе виключно ветеринарній медицині .
Крістіано Круз активно брав участь у прагненні до мистецького оновлення перших десятиліть 20 століття в Португалії. Його роль у цій перехідній фазі зробила його своєрідним "сіячем португальського модернізму". У результаті визнаної девіантної долі він врешті-решт не пожинав плодів своєї реконструюючої дії, і 1920-ті " вже не будуть його власними, а його впливом " .

## Життя / Праці
Не маючи художньої освіти, походячи з сім'ї із республіканського середовища та маючи малюнок з преси як єдиний художній путівник, творчість Крістіано Круза від початку пов'язана з карикатурою та соціальною критикою . Пізніше він частково відмежував себе від цього початкового ставлення, захищаючи автономію мистецької сфери. В інтерв'ю у травні 1914 року він сказав: " Не давайте критикувати, давайте творити мистецтво " .
Його перші твори датуються 1909 роком, коли він ще був у Коїмбрі. Наступного року він переїхав до Лісабона, щоб продовжити навчання у ветеринарній медицині. Потім він приєднується до групи, яка була біля витоків Товариства португальських карикатуристів, до якої входили, серед інших, Стюарт Карвальхайс, Хорхе Баррадас, Хосе Пачеко та Альмада Негрейрос . Саме у цьому контексті він бере участь у «Салонах гумористів» 1912 та 1913 рр. і має дуже схвальний відгук у пресі (обкладинка «Салону» 1913 р., де він виявляє перелом стилю). Робота, здійснена між 1909 та 1912 роками, є першим етапом його роботи, який він сам назвав "фазою стилізації", де жартівливі малюнки, об'єднані в єдину лінію, "переважають синтетично" . Його суворі фігури набувають деформованих особливостей, щоб стати "манекенами більш тонкої та загадкової гумористичної програми". Через ультрасинтетичність персонажів та пошук типажу " безособової карикатури " він прагне подолати стереотипи соціальної карикатури та звичаїв, у символічному " мітингувальному вигуку проти традиціоналізму ", який вплине на інших, у тому числі Альмада Негрейрос .
З 1913 р. його лінія розвивалася, набувала більш виразного характеру — можливо, як відгомін таких творів, як Егон Шіле чи Оскар Кокошка, — прокладаючи шлях останньому етапу своєї роботи ; у 1915 р. Крістіано Круз почав експериментувати із живописом у творах малого формату, поглиблюючи сумніви щодо свого початкового, жорсткого та аскетичного малюнка, щоб виявити потенціали відкрито експресіоністської мови, де колір відіграє принципову роль. Він бере участь з дев'ятьма працями невідомих гумористичних творів на 1-й виставці гумористів та модерністів у Порто, але критичний прийом не виявився для нього сприятливим; і на виставку наступного року він надішле лише одну працю .
У 1917 році він виїхав до Франції — частини Португальського експедиційного корпусу, який воював у І світовій війні -, де створить ряд праць, тематично пов'язаних із війною. Він повертається в 1918 році, щоб продовжити художні експерименти цих останніх років, як формально інтенсивні, так і розвинені на той час, оскільки їх було мало за чисельністю та за масштабом (за словами Хосе Луїса Порфіріо, "картини, якої майже не існувало"). Завжди обмежені певним форматом, ці твори є його найважливішим внеском у експресіоністський шлях. Крістіано Круз поєднує енергію кольорів та чорних обрисів з текстурним дослідженням власного бачення для вирішення безлічі тем: від автопортрету, уважного до психологічних станів, до трагедії та туги війни, чи до повсякденного життя міста (див. наприклад, Без назви — Дами за столом, бл. 1919 р.) .
"Неврастенічний", "лімфатичний і сумний", як визначив сам художник, насичений повторенням графіки мультфільму та критично небажаною картиною, Крістіано Круз погрожував "обернутися проти власних творчих дій та етики", і в 1919 році він раптово взявся за Мозамбік . У наступному році він все-таки надсилає твори на III виставку гумористів, але відтоді він присвятить себе виключно ветеринарній медицині, перервавши кар'єру, яка була « найкращою ініційованою за весь його час», і, без сумніву, першою" .
Він має художню співпрацю з кількома періодичними виданнями, а саме в журналах « A Sátira» (1911), « A Bomba» (1912) та «Farça» (1909—1910).